# Vazhapadi
Vazhapadi là một thị xã panchayat của quận Salem thuộc bang Tamil Nadu, Ấn Độ.

## Nhân khẩu
Theo điều tra dân số năm 2001 của Ấn Độ, Vazhapadi có dân số 16.121 người. Phái nam chiếm 50% tổng số dân và phái nữ chiếm 50%. Vazhapadi có tỷ lệ 64% biết đọc biết viết, cao hơn tỷ lệ trung bình toàn quốc là 59,5%: tỷ lệ cho phái nam là 71%, và tỷ lệ cho phái nữ là 57%. Tại Vazhapadi, 12% dân số nhỏ hơn 6 tuổi.